# لیگ دسته اول فوتبال زنان ایران ۰۴–۱۴۰۳
لیگ دسته اول فوتبال زنان ایران دومین سطح از بالاترین سطح فوتبال زنان ایران پس از لیگ برتر کوثر است که در سال ۰۴–۱۴۰۳ برگزار می‌شود. این لیگ، در دو گروه ۶ تیمی و در ۱۰ هفته برگزار شد. در پایان دور گروهی، دو تیم نخست هر گروه به دور پلی‌آف راه یافتند.
از گروه نخست، دو تیم پرسپولیس تهران و فراایساتیس کران فارس و از گروم دوم، سپنتا تهران و فولاد خوزستان به مرحله پلی‌آف راه یافتند. سپنتا با کسب ۵ پیروزی و ۵ تساوی، تنها تیم بدون باخت تا پیش از بازی‌های پلی‌آف بود.
در پایان دور پلی‌آف، دو تیم گروه نخست توانستند به بازی نهایی راه یابند. البته دور برگشت بازی‌ها از حواشی قابل توجهی برخوردار بود. عدم اعلام یک پنالتی در بازی برگشت در برابر فراایساتیس، یکی از موارد اعتراضی بود که در نهایت منجر شد سپنتا تنها با یک شکست،‌ در صعود به لیگ برتر در این فصل ناکام بماند.

## قرعه‌کشی
قرعه‌کشی این دوره از بازی‌ها در اول آبان همین سال با حضور گلاره ناظمی مدیر مسابقات بانوان سازمان لیگ، سایر مسئولان سازمان لیگ و نمایندگان باشگاه‌ها برگزار شد.
این دوره از بازی‌ها با حضور ۱۲ تیم در دو گروه ۶ تیمی برگزار شد. براساس قرعه‌کشی انجام شده، رقابت‌ها از ۲۴ آبان ۱۴۰۳ به صورت رفت و برگشت برگزار می‌شود.
جدول مسابقات به شرح زیر است.

## برنامه بازی‌ها

#### برنامه بازی‌های گروه ۱

##### هفته ۱
| میزبان        | نتیجه | میهمان          |
| ------------- | ----- | --------------- |
| پاس همدان     | ۰-۳   | شاهو کامیاران   |
| وارش مازندران | ۰-۱   | فراایساتیس فارس |
| مهرگان پردیس  | ۰-۱   | پرسپولیس تهران  |

| پنجشنبه ۲۴ آبان ۱۴۰۳ | پاس همدان                 | ۰-۳ | شاهو کامیاران |                   |
| ۱۳:۰۰                | فائزه غلامی · شیوا مولائی |     |               | داور: وجیهه رأفتی |

| پنجشنبه ۲۴ آبان ۱۴۰۳ | وارش مازندران | ۰-۱ | فراایساتیس کران فارس | ورزشگاه ناطق نوری، نوشهر |
| ۱۴:۴۵                | غزل صابری ·   |     |                      | داور: زهرا غیاثوند       |

| پنجشنبه ۲۴ آبان ۱۴۰۳ | مهرگان پردیس        | ۰-۱ | پرسپولیس تهران | ورزشگاه مرغوبکار، تهران |
| ۱۵:۰۰                | معصومه رستم‌فرخانی · |     |                | داور: مهسا قربانی       |

##### هفته ۲
| میزبان          | نتیجه | میهمان        |
| --------------- | ----- | ------------- |
| وارش مازندران   | ۲-۰   | پاس همدان     |
| فراایساتیس فارس | ۱-۳   | مهرگان پردیس  |
| پرسپولیس تهران  | ۱-۴   | شاهو کامیاران |

| جمعه ۲ آذر ۱۴۰۳ | وارش مازندران | ۲-۰ | پاس همدان                | ورزشگاه ناطق نوری  |
| ۱۳:۰۰           |               |     | بیتا خزایی · فائزه غلامی | داور: الهه سینکایی |

| جمعه ۲ آذر ۱۴۰۳ | فراایساتیس کران فارس         | ۱-۳ | مهرگان پردیس | ورزشگاه پارس، شیراز |
| ۱۳:۰۰           | فاطمه‌زهرا محسنی · شیدا رضایی |     | غزل بهاری    | داور: راحله پشابادی |

| جمعه ۲ آذر ۱۴۰۳ | پرسپولیس                               | ۱-۴ | شاهو کامیاران  | ورزشگاه مرغوبکار، تهران |
| ۱۳:۰۰           | هاجر قربانی · آیدا صداقت · صفاراستگو · |     | آریسا کوه‌گرد · | داور: زهرا رییسی        |

##### هفته ۳
| میزبان        | نتیجه | میهمان          |
| ------------- | ----- | --------------- |
| مهرگان پردیس  | ۱-۱   | وارش مازندران   |
| شاهو کامیاران | ۳-۲   | فراایساتیس فارس |
| پاس همدان     | ۱-۰   | پرسپولیس تهران  |

| جمعه ۹ آذر ۱۴۰۳ |               | ۱-۱ |              | ورزشگاه کارگران،تهران |
| ۱۲:۰۰           | ملیکا علیزاده |     | ملینا عالیان | داور: زهرا رییسی      |

| جمعه ۹ آذر ۱۴۰۳ | شاهو کامیاران            | ۳-۲   | فراایساتیس فارس                  | ورزشگاه آزادی، کامیاران |
| ۱۳:۰۰           | هستی سهرابی · ندا رضاپور | گزارش | ۷۰' زهرا محسنی · ۹۰' مهدیس رستمی | داور: الهه سینکایی      |

| جمعه ۹ آذر ۱۴۰۳ | پاس همدان | ۱-۰   | پرسپولیس تهران | ورزشگاه قدس، همدان |
| ۱۳:۰۰           |           | گزارش | سوگند راجی     | داور: سلاله جوادی  |

##### هفته چهارم
| میزبان          | نتیجه | میهمان         |
| --------------- | ----- | -------------- |
| مهرگان پردیس    | ۰-۰   | پاس همدان      |
| وارش مازندران   | ۱-۴   | شاهو کامیاران  |
| فراایساتیس فارس | ۵-۰   | پرسپولیس تهران |

| جمعه ۱۶ آذر ۱۴۰۳ | مهرگان پردیس | ۰-۰ | پاس همدان | ورزشگاه کارگران تهران |
| ۱۲:۰۰            |              |     |           | داور: زهره اسکندری    |

| جمعه ۱۶ آذر ۱۴۰۳ |                                            | ۱-۴ |    | ورزشگاه ناطق نوری، نوشهر |
| ۱۴:۳۰            | ملینا عالیان · حانا ناییج · ستایش فیض‌رحیمی |     | ؟؟ | داور: درنا قهرمانی       |

| جمعه ۱۶ آذر ۱۴۰۳ | فراایساتیس فارس | ۵-۰ | پرسپولیس تهران                | ورزشگاه پارس، شیراز |
| ۱۳:۰۰            |                 |     | هاجر قربانی · فاطمه صفاراستگو | داور: مهناز ذکایی   |

##### هفته پنجم
| میزبان         | نتیجه | میهمان          |
| -------------- | ----- | --------------- |
| شاهو کامیاران  | ۱-۴   | مهرگان پردیس    |
| پاس همدان      | ۰-۰   | فراایساتیس فارس |
| پرسپولیس تهران | ۰-۰   | وارش مازندران   |

| جمعه ۲۳ آذر ۱۴۰۳ | شاهو کامیاران            | ۱-۴ | مهرگان پردیس   | ورزشگاه آزادی کامیاران |
| ۱۳:۰۰            | مهلا حمزه · شینا محمدی · |     | نگار ذوالفقاری | داور: وجیهه رأفتی      |

| جمعه ۲۳ آذر ۱۴۰۳ | پاس همدان | ۰-۰ | فراایساتیس فارس | ورزشگاه قدس همدان |
| ۱۳:۰۰            |           |     |                 | داور: مائده جعفری |

| جمعه ۲۳ آذر ۱۴۰۳ |  | ۰-۰ |  | ورزشگاه درفشی فر، تهران |
| ۱۳:۰۰            |  |     |  | داور: الهه سینکایی      |

#### نیم‌فصل دوم
برنامه بازی‌های دور برگشت مسابقات در روز ۲۰ آذر ۱۴۰۳ توسط سازمان لیگ فوتبال ایران اعلام شد.

##### هفته ۶
| میزبان               | نتیجه | میزبان        |
| -------------------- | ----- | ------------- |
| نماینده کامیاران     | ۱-۱   | پاس همدان     |
| فراایساتیس کران فارس | ۰-۱   | وارش مازندران |
| پرسپولیس تهران       | ۰-۲   | مهرگان پردیس  |

| پنج‌شنبه ۶ دی ۱۴۰۳ | نماینده کامیاران | ۱-۱ | پاس همدان      |  |
| ۱۳:۰۰             | رزا چتانی        |     | فریبا حصارنویی |  |

| پنج‌شنبه ۶ دی ۱۴۰۳ | فراایساتیس کران فارس | ۰-۱ | وارش مازندران | ورزشگاه پارس، شیراز |
| ۱۳:۰۰             | نگین عزیززاده        |     |               |                     |

| پنج‌شنبه ۶ دی ۱۴۰۳ | پرسپولیس تهران          | ۰-۲ | مهرگان پردیس | ورزشگاه درفشی‌فر، تهران |
| ۱۳:۰۰             | صفا راستگو · سوگند راجی |     |              |                        |

##### هفته ۷
| میزبان                | نتیجه | میزبان         |
| --------------------- | ----- | -------------- |
| پاس همدان             | ۲-۲   | وارش مازندران  |
| نماینده کامیاران      | ۲-۰   | پرسپولیس تهران |
| فرا ایساتیس کران فارس | ۰-۱   | مهرگان پردیس   |

| پنج‌شنبه ۱۳ دی ۱۴۰۳ | پاس همدان      | ۲-۲ | وارش مازندران              | ورزشگاه قدس، همدان |
|                    | فریبا حصارنوئی |     | غزل صابری · ستایش فیض‌رحیمی | داور: سحر بی‌باک    |

| پنج‌شنبه ۱۳ دی ۱۴۰۳ | نماینده کامیاران | ۲-۰ | پرسپولیس تهران |                   |
|                    |                  |     | صفاراستگو      | داور: سلاله جوادی |

| پنج‌شنبه ۱۳ دی ۱۴۰۳ | فرا ایساتیس کران فارس | ۰-۱ | مهرگان پردیس | ورزشگاه کارگران، تهران |
| ۱۲:۰۰              | الهه کریمی            |     |              | داور: زهرا غیاثوند     |

##### هفته ۸
| میزبان               | نتیجه | میزبان             |
| -------------------- | ----- | ------------------ |
| پرسپولیس تهران       | ۰-۲   | پاس همدان          |
| وارش مازندران        | ۱-۱   | مهرگان پردیس تهران |
| فراایساتیس کران فارس | ۰-۰   | نماینده کامیاران   |

| ۲۰ دی ۱۴۰۳ | پرسپولیس تهران             | ۰-۲ | پاس همدان | ورزشگاه درفشی‌فر، تهران |
| ۱۳:۰۰      | فاطمه قاسمی · زهرا امیدی · |     |           | داور: زهره اسکندری     |

| ۲۰ دی ۱۴۰۳ | وارش مازندران  | ۱-۱ | مهرگان پردیس    | ورزشگاه ناطق نوری، نوشهر |
| ۱۳:۰۰      | ملینا عالیان · |     | مبینا خیرخواه · | داور: مائده جعفری        |

| ۲۰ دی ۱۴۰۳ | فراایساتیس کران فارس | ۰-۰ | نماینده کامیاران | ورزشگاه پارس، شیراز |
| ۱۳:۰۰      |                      |     |                  | داور: شبنم روان‌بد   |

##### هفته ۹
| میزبان           | نتیجه | میزبان               |
| ---------------- | ----- | -------------------- |
| پاس همدان        | ۰-۳   | مهرگان پردیس         |
| پرسپولیس تهران   | ۲-۱   | فراایساتیس کران فارس |
| نماینده کامیاران | ۲-۱   | وارش مازندران        |

| پنج‌شنبه ۲۷ دی ۱۴۰۳ | پاس همدان   | ۰-۳ | مهرگان پردیس | ورزشگاه قدس، همدان  |
| ۱۳:۳۰              | فائزه غلامی |     |              | داور: راحله پشابادی |

| پنج‌شنبه ۲۷ دی ۱۴۰۳ | پرسپولیس تهران | ۲-۱ | فراایساتیس کران فارس           | ورزشگاه درفشی‌فر، تهران |
| ۱۳:۳۰              | صفاراستگو      |     | مهدیس رستمی · فرزانه نعمتی‌زاده | داور: زهرا رئیسی       |

| پنج‌شنبه ۲۷ دی ۱۴۰۳ | نماینده کامیاران | ۲-۱ | وارش مازندران             |                        |
| ۱۳:۳۰              | آریسا کوه‌گرد     |     | بهار پنج‌گن · غزل صابری‌پور | داور: فاطمه اسکندرزاده |

##### هفته ۱۰
| میزبان                | نتیجه | میزبان           |
| --------------------- | ----- | ---------------- |
| وارش مازندران         | ۱-۰   | پرسپولیس تهران   |
| مهرگان پردیس          | ۱-۳   | نماینده کامیاران |
| فراایساتیس کران شیراز | ۰-۱   | پاس همدان        |

| پنج‌شنبه ۴ بهمن ۱۴۰۳ | وارش مازندران | ۱-۰ | پرسپولیس تهران | ورزشگاه ناطق نوری، نوشهر  |
| ۱۳:۳۰               |               |     | فاطمه قاسمی ·  | داور: وجیهه رأفتی جوان‌بخت |

| پنج‌شنبه ۴ بهمن ۱۴۰۳ | مهرگان پردیس                                        | ۱-۳ | نماینده کامیاران | ورزشگاه کارگران، تهران |
| ۱۲:۳۰               | ملیکا علیزاده · معصومه رستم‌فرخانی · فاطمه پیرحاجی · |     |                  | داور: سحر بی‌باک        |

| پنج‌شنبه ۴ بهمن ۱۴۰۳ | فراایساتیس کران فارس | ۰-۱ | پاس همدان | ورزشگاه دستغیب، شیراز |
| ۱۳:۰۰               | نگین عزیززاده ·      |     |           | داور: مائده جعفری     |

### برنامه بازی‌های گروه ۲

#### نیم‌فصل اول

##### هفته ۱
| میزبان        | نتیجه | میزبان                 |
| ------------- | ----- | ---------------------- |
| ایرانمهر رشت  | ۳-۱   | سپنتا تهران            |
| چابک شیراز    | ۳-۰   | کوهستان تکنیک کرمانشاه |
| فولاد خوزستان | ۰-۲   | توکان مهام آیریا تهران |

| پنجشنبه ۲۴ آبان ۱۴۰۳ | ایرانمهر رشت | ۳-۱ | سپنتا تهران                    | ورزشگاه سردار جنگل، رشت |
| ۱۵:۰۰                | یلدا بشری    |     | مریم محمدحسینی · ملیکا نادری · | داور: زهره اسکندری      |

|  | چابک شیراز | ۳-۰ | کوهستان تکنیک کرمانشاه | بازی به دلایل فنی، ۳-۰ اعلام شد. |

| پنجشنبه ۲۴ آبان ۱۴۰۳ | فولاد خوزستان               | ۰-۲ | توکان مهام آیریا تهران | ورزشگاه تختی، اهواز |
| ۱۴:۳۰                | پرستو جمال‌پور · افسون مهمدی |     |                        | داور: زهرا رئیسی    |

##### هفته ۲
| میزبان                 | نتیجه | میزبان       |
| ---------------------- | ----- | ------------ |
| توکان مهام آیریا تهران | ۴-۰   | چابک شیراز   |
| فولاد خوزستان          | ۲-۱   | ایرانمهر رشت |
| کوهستان تکنیک کرمانشاه | ۴-۰   | سپنتا تهران  |

| جمعه ۲ آذر ۱۴۰۳ | توکان مهام آیریا | ۴-۰ | چابک شیراز                                   | زمین شماره ۲ ورزشگاه کارگران، تهران |
| ۱۵:۳۰           |                  |     | فاطمه بستاوند · انیس دشتیان‌پور · سارا ترکی · | داور: سلاله جوادی                   |

| جمعه ۲ آذر ۱۴۰۳ | فولاد خوزستان | ۲-۱ | ایرانمهر رشت            | ورزشگاه تختی، اهواز |
| ۱۳:۰۰           | افسون مهمدی   |     | فاطمه شکری · فاطمه نجفی | داور: مائده جعفری   |

| جمعه ۲ آذر ۱۴۰۳ | کوهستان تکنیک کرمانشاه | ۴-۰ | سپنتا تهران                                 | ورزشگاه وحدت، کرمانشاه |
| ۱۳:۰۰           |                        |     | مریم محمدحسینی · ملیکا نادری · نسترن ملاحسن | داور: درنا قهرمانی     |

##### هفته ۳
| میزبان       | نتیجه | میزبان                 |
| ------------ | ----- | ---------------------- |
| ایرانمهر رشت | ۰-۵   | کوهستان تکنیک کرمانشاه |
| سپنتا تهران  | ۱-۱   | توکان مهام آیریا تهران |
| چابک شیراز   | ۳-۱   | فولاد خوزستان          |

| جمعه ۹ آذر ۱۴۰۳ | ایرانمهر رشت                            | ۰-۵   | کوهستان تکنیک | ورزشگاه سردار جنگل، رشت |
| ۱۳:۰۰           | سارا جعفری · فاطمه شکری · زینب اسماعیلی | گزارش |               | داور: سحر بی‌باک         |

| جمعه ۹ آذر ۱۴۰۳ | سپنتا تهران  | ۱-۱   | توکان مهام آیریا | ورزشگاه کارگران، تهران  |
| ۱۵:۱۵           | نسترن ملاحسن | گزارش | متینا نیکخو      | داور: پرند پورمیرزابیگی |

| جمعه ۹ آذر ۱۴۰۳ | چابک شیراز | ۳-۱   | فولاد خوزستان | ورزشگاه پارس، شیراز |
| ۱۳:۰۰           | سارا ترکی  | گزارش | افسون مهمدی   | داور: فاطمه نصیری   |

##### هفته چهارم
| میزبان                 | نتیجه | میزبان                 |
| ---------------------- | ----- | ---------------------- |
| چابک شیراز             | ۰-۲   | ایرانمهر رشت           |
| فولاد خوزستان          | ۰-۰   | سپنتا تهران            |
| توکان مهام آیریا تهران | ۱-۳   | کوهستان تکنیک کرمانشاه |

| جمعه ۱۶ آذر ۱۴۰۳ | چابک شیراز                   | ۰-۲ | ایرانمهر رشت |                     |
| ۱۳:۰۰            | اسما سادات موسوی · سارا ترکی |     |              | داور: راحله پشابادی |

| جمعه ۱۶ آذر ۱۴۰۳ | فولاد خوزستان | ۰-۰   | سپنتا تهران | ورزشگاه تختی، اهواز |
| ۱۳:۰۰            |               | گزارش |             | داور: غزاله عاطفی   |

| جمعه ۱۶ آذر ۱۴۰۳ | توکان مهام آیریا تهران                    | ۱-۳ | کوهستان تکنیک کرمانشاه | ورزشگاه کارگران، تهران |
| ۱۵:۱۵            | فاطمه کاظم‌پور · آسو حاجیوند · مبینا مغاری |     |                        | داور: الهه سینکایی     |

##### هفته پنجم
| میزبان                 | نتیجه | میزبان                 |
| ---------------------- | ----- | ---------------------- |
| سپنتا تهران            | ۰-۰   | چابک شیراز             |
| ایرانمهر رشت           | ۱-۳   | توکان مهام آیریا تهران |
| کوهستان تکنیک کرمانشاه | ۲-۰   | فولاد خوزستان          |

| جمعه ۲۳ آذر ۱۴۰۳ | سپنتا تهران | ۰-۰ | چابک شیراز | ورزشگاه کارگران    |
| ۱۳:۰۰            |             |     |            | داور: زهرا غیاثوند |

| جمعه ۲۳ آذر ۱۴۰۳ | ایرانمهر رشت                                   | ۱-۳ | توکان مهام آیریا تهران | ورزشگاه سردار جنگل |
| ۱۳:۰۰            | هانیه تنکابنی · شادی طهماسبی · زینب اسماعیلی · |     | فاطمه کاظم‌پور          | داور: سلاله جوادی  |

| جمعه ۲۳ آذر ۱۴۰۳ | شهرداری کرمانشاه | ۲-۰   | فولاد خوزستان                        | ورزشگاه وحدت، کرمانشاه |
| ۱۳:۰۰            |                  | گزارش | ۸۳' افسون مهمدی · ۸۶' فاطمه جمشیدی · | داور: راحله پشابادی    |

#### نیم‌فصل دوم
برنامه بازی‌های دور برگشت مسابقات در روز ۲۰ آذر ۱۴۰۳ توسط سازمان لیگ فوتبال ایران اعلام شد.

##### هفته ۶
| میزبان           | نتیجه | میزبان        |
| ---------------- | ----- | ------------- |
| سپنتا تهران      | ۱-۳   | ایرانمهر رشت  |
| توکان مهام آیریا | ۲-۲   | فولاد خوزستان |
| شهرداری کرمانشاه | ۰-۴   | چابک شیراز    |

| پنج‌شنبه ۶ دی ۱۴۰۳ | سپنتا تهران  | ۱-۳ | ایرانمهر رشت  | ورزشگاه کارگران، تهران |
| ۱۲:۰۰             | نسترن ملاحسن |     | زینب اسماعیلی |                        |

| پنج‌شنبه ۶ دی ۱۴۰۳ | توکان مهام آیریا          | ۲-۲ | فولاد خوزستان              | ورزشگاه کارگران، تهران |
| ۱۵:۱۵             | گل به خودی' · فرشته رستمی |     | فاطمه جمشیدی · پرستو جمالی |                        |

| پنج‌شنبه ۶ دی ۱۴۰۳ | شهرداری کرمانشاه               | ۰-۴ | چابک شیراز | ورزشگاه وحدت، کرمانشاه |
| ۱۳:۰۰             | فاطمه یزدانی · فاطمه چشمه‌سفیدی |     |            |                        |

##### هفته ۷
| میزبان       | نتیجه | میزبان           |
| ------------ | ----- | ---------------- |
| ایرانمهر رشت | ۲-۱   | فولاد خوزستان    |
| سپنتا تهران  | ۲-۲   | شهرداری کرمانشاه |
| چابک شیراز   | ۱-۲   | توکان مهام آیریا |

| پنج‌شنبه ۱۳ دی ۱۴۰۳ | ایرانمهر رشت      | ۲-۱   | فولاد خوزستان                  | ورزشگاه سردار جنگل، رشت |
|                    | زهرا اصغرزاده ۱۰' | گزارش | ۴۴' افسون مهمدی · مریم شمال‌نسب | داور: الهه سینکایی      |

| پنج‌شنبه ۱۳ دی ۱۴۰۳ | سپنتا تهران                  | ۲-۲ | شهرداری کرمانشاه | ورزشگاه کارگران، تهران |
| ۱۲:۰۰              | سوگند سلیمانی · نسترن ملاحسن |     | فاطمه یزدانی     | داور: وجیهه رأفتی      |

| پنج‌شنبه ۱۳ دی ۱۴۰۳ | چابک شیراز                  | ۱-۲ | توکان مهام آیریا | ورزشگاه پارس، شیراز |
| ۱۳:۰۰              | هانیه خداپرستی · نجمه لقایی |     | فاطمه کاظم‌پور    | داور: فاطمه نصیری   |

##### هفته ۸
| میزبان           | نتیجه | میزبان       |
| ---------------- | ----- | ------------ |
| شهرداری کرمانشاه | ۰-۰   | ایرانمهر رشت |
| فولاد خوزستان    | ۰-۱   | چابک شیراز   |
| توکام مهام آیریا | ۰-۰   | سپنتا تهران  |

| پنج‌شنبه ۲۰ دی ۱۴۰۳ | شهرداری کرمانشاه | ۰-۰ | ایرانمهر رشت | ورزشگاه وحدت، کرمانشاه |
| ۱۳:۰۰              |                  |     |              | داور: فاطمه نصیری      |

| پنج‌شنبه ۲۰ دی ۱۴۰۳ | فولاد خوزستان | ۰-۱ | چابک شیراز | ورزشگاه تختی، اهواز |
| ۱۳:۰۰              | کوثر مرادی ·  |     |            | داور: زهرا رئیسی    |

| پنج‌شنبه ۲۰ دی ۱۴۰۳ | توکان مهام آیریا | ۰-۰ | سپنتا تهران | ورزشگاه کارگران، تهران |
| ۱۲:۰۰              |                  |     |             | داور: الهه سینکایی     |

##### هفته ۹
| میزبان           | نتیجه | میزبان           |
| ---------------- | ----- | ---------------- |
| ایرانمهر رشت     | ۰-۲   | چابک شیراز       |
| شهرداری کرمانشاه | ۱-۰   | توکان مهام آیریا |
| سپنتا تهران      | ۰-۲   | فولاد خوزستان    |

| پنج‌شنبه ۲۷ دی ۱۴۰۳ | ایرانمهر رشت                | ۰-۲   | چابک شیراز | ورزشگاه سردار جنگل، رشت   |
| ۱۳:۳۰              | شادی طهماسبی · مرجان مجاهدی | گزارش |            | داور: وجیهه رأفتی جوان‌بخت |

| پنج‌شنبه ۲۷ دی ۱۴۰۳ | شهرداری کرمانشاه | ۱-۰ | توکان مهام آیریا | ورزشگاه وحدت، کرمانشاه |
| ۱۳:۳۰              |                  |     | مبینا مغاری      | داور: سحر بی‌باک        |

| پنج‌شنبه ۲۷ دی ۱۴۰۳ | سپنتا تهران                    | ۰-۲   | فولاد خوزستان | ورزشگاه کارگران، تهران |
| ۱۴:۰۰              | محدثه امامی ۲۷' · نسترن ملاحسن | گزارش |               | داور: مهسا محمدجانی    |

##### هفته ۱۰
| میزبان           | نتیجه | میزبان           |
| ---------------- | ----- | ---------------- |
| چابک شیراز       | ۱-۰   | سپنتا تهران      |
| فولاد خوزستان    | ۱-۲   | شهرداری کرمانشاه |
| توکان مهام آیریا | ۰-۳   | ایرانمهر رشت     |

| پنج‌شنبه ۴ بهمن ۱۴۰۳ | چابک شیراز | ۱-۰ | سپنتا تهران    | ورزشگاه بعثت، شیراز |
| ۱۳:۳۰               |            |     | مریم محمدحسینی | داور: زهره اسکندری  |

| پنج‌شنبه ۴ بهمن ۱۴۰۳ | فولاد خوزستان            | ۱-۲ | شهرداری کرمانشاه | ورزشگاه تختی، اهواز |
| ۱۳:۳۰               | کبری شاهپوری · غزل مومنی |     | حدیث یاری ·      | داور: غزاله عاطفی   |

| پنج‌شنبه ۴ بهمن ۱۴۰۳ | توکان مهام آیریا           | ۰-۳ | ایرانمهر رشت | ورزشگاه کارگران، تهران |
| ۱۵:۱۵               | فاطمه کاظم · مبینا مغاری · |     |              | داور: راحله پشابادی    |

## جدول لیگ
گروه ۱
| رتبه | تیم                  | بازی | ب | م | با | گ ز | گ خ | تفاضل‌گل | امتیاز | راه‌یابی   |
| ---- | -------------------- | ---- | - | - | -- | --- | --- | ------- | ------ | --------- |
| ۱    | پرسپولیس تهران       | ۱۰   | ۷ | ۱ | ۲  | ۱۸  | ۴   | ۱۲+     | ۲۲     | دور پلی‌آف |
| ۲    | فراایساتیس کران فارس | ۱۰   | ۶ | ۲ | ۲  | ۱۱  | ۱۰  | ۱       | ۲۰     | دور پلی‌آف |
| ۳    | پاس همدان            | ۱۰   | ۳ | ۴ | ۳  | ۱۱  | ۷   | ۴+      | ۱۰     |           |
| ۴    | وارش مازندران        | ۱۰   | ۳ | ۴ | ۳  | ۱۱  | ۱۰  | ۱+      | ۱۳     |           |
| ۵    | مهرگان پردیس         | ۱۰   | ۲ | ۳ | ۵  | ۸   | ۱۶  | ۸-      | ۹      |           |
| ۶    | شاهو کامیاران        | ۱۰   | ۱ | ۲ | ۷  | ۱۱  | ۲۳  | ۱۲-     | ۵      |           |

بروز رسانی تا ۱۴۰۳/۱۱/۱۳
گروه ۲
| رتبه | تیم                    | بازی | ب | م | با | گ ز | گ خ | تفاضل‌گل | امتیاز | راه‌یابی   |
| ---- | ---------------------- | ---- | - | - | -- | --- | --- | ------- | ------ | --------- |
| ۱    | سپنتا تهران            | ۱۰   | ۵ | ۵ | ۰  | ۱۶  | ۵   | ۱۱+     | ۲۰     | دور پلی‌آف |
| ۲    | فولاد خوزستان          | ۱۰   | ۶ | ۲ | ۲  | ۱۵  | ۹   | ۶+      | ۲۰     | دور پلی‌آف |
| ۳    | ایرانمهر رشت           | ۱۰   | ۴ | ۱ | ۵  | ۱۵  | ۱۵  | ۰       | ۱۳     |           |
| ۴    | توکان مهام آیریا       | ۱۰   | ۳ | ۳ | ۴  | ۱۲  | ۱۵  | ۳-      | ۱۲     |           |
| ۵    | چابک شیراز             | ۱۰   | ۳ | ۱ | ۶  | ۹   | ۱۵  | ۶-      | ۱۰     |           |
| ۶    | کوهستان تکنیک کرمانشاه | ۱۰   | ۲ | ۲ | ۶  | ۱۱  | ۱۹  | ۸-      | ۸      |           |

بروز رسانی تا ۱۴۰۳/۱۱/۱۳

## مرحله پلی‌آف
تیم‌های اول و دوم هر گروه، به مرحله پلی‌آف راه یافتند. مرحله نیمه‌نهایی این بازی‌ها در دو دور رفت و برگشتی برگزار شد.
|  | نیمه نهایی           | نیمه نهایی           | نیمه نهایی     | نیمه نهایی     | نیمه نهایی |   |                      | فینال                | فینال | فینال |  |
|  |                      |                      |                |                |            |   |                      |                      |       |       |  |
|  | فراایساتیس کران فارس | فراایساتیس کران فارس | ۲              | ۱              | ۳          |   |                      |                      |       |       |  |
|  | فراایساتیس کران فارس | فراایساتیس کران فارس | ۲              | ۱              | ۳          |   |                      |                      |       |       |  |
|  | سپنتا تهران          | سپنتا تهران          | ۰              | ۲              | ۲          |   |                      |                      |       |       |  |
|  | سپنتا تهران          | سپنتا تهران          | ۰              | ۲              | ۲          |   | فراایساتیس کران فارس | فراایساتیس کران فارس | ۱     |       |  |
|  |                      |                      |                |                |            |   | فراایساتیس کران فارس | فراایساتیس کران فارس | ۱     |       |  |
|  |                      |                      | پرسپولیس تهران | پرسپولیس تهران | ۳          |   |                      |                      |       |       |  |
|  | فولاد خوزستان        | فولاد خوزستان        | پرسپولیس تهران | پرسپولیس تهران | ۳          | ۰ | ۱                    | ۱                    |       |       |  |
|  | فولاد خوزستان        | فولاد خوزستان        |                |                |            |   |                      | ۱                    |       |       |  |
|  | پرسپولیس تهران       | پرسپولیس تهران       | ۳              | ۰              | ۳          |   |                      |                      |       |       |  |

### نیمه‌نهایی

#### دور رفت
| چهارشنبه ۱۰ بهمن ۱۴۰۳ | فراایساتیس کران فارس       | ۰-۲ | سپنتا تهران | ورزشگاه پارس، شیراز |
| ۱۳:۰۰                 | شیدا رضایی · عاطفه زرگ‌زاهی |     |             | داور: الهه سینکایی  |

| چهارشنبه ۱۰ بهمن ۱۴۰۳ | فولاد خوزستان | ۳-۰ | پرسپولیس تهران | ورزشگاه تختی، اهواز |
| ۱۳:۰۰                 |               |     |                | داور: مائده جعفری   |

#### دور برگشت
| دوشنبه ۱۵ بهمن ۱۴۰۳ | سپنتا تهران | ۱-۲        | فراایساتیس کران فارس | ورزشگاه کارگران، تهران |
| ۱۳:۰۰               |             | برنا ایسنا |                      | داور: مهسا محمدجانی    |

| دوشنبه ۱۵ بهمن ۱۴۰۳ | پرسپولیس تهران | ۱-۰                 | فولاد خوزستان    | ورزشگاه درفشی‌فر، تهران |
| ۱۳:۰۰               |                | عصرایران فوتبال ۳۶۰ | ۱' پرستو جمال‌پور | داور: الهه سینکایی     |

### دور پایانی
مراسم قرعه‌کشی این دوره با حضور گلاره ناظمی (مدیر مسابقات فوتبال بانوان) و ثریا خالدی (از مسئولان فوتبال بانوان) پس از مشخص شدن تیم‌های صعود کرده به بازی نهایی به صورت وبینار مشخص شد. بر این اساس، بازی‌ها در روز شنبه ۲۰ بهمن ۱۴۰۳ برگزار می‌شوند.

#### بازی نهایی
تیم‌های این مرحله به لیگ برتر صعود کردند و بازی نهایی برای مشخص شدن قهرمان این دوره، با توافق دو تیم در تهران برگزار می‌شود.
| ۲۰ بهمن ۱۴۰۳ | پرسپولیس تهران      | ۱-۳                                   | فراایساتیس کران فارس | ورزشگاه کارگران، تهران |
| ۱۵:۰۰        | صفاراستگو · امیری · | عصر ایران ورزش ۳ خبر ورزشی فوتبال ۳۶۰ |                      |                        |

#### بازی رده‌بندی
| انضباطی | سپنتا تهران | ۰-۳ | فولاد خوزستان |  |

این بازی قرار بود پیش از بازی پایانی، ساعت ۱۲ در ورزشگاه کارگران تهران برگزار شود اما به درخواست فولاد، لغو و تیم سپنتا به عنوان برنده این بازی شناخته شد و جایگاه سوم را کسب کرد.

## قهرمان
| قهرمان لیگ دسته اول فصل ۰۴-۱۴۰۳ |
| ------------------------------- |
| پرسپولیس تهران                  |
| نخستین قهرمانی                  |